# کپل-اوپ-دان-بو
شهر کپل-اوپ-دان-بو (به فرانسوی: Kapelle-op-den-Bos) در ناحیه اداری ال-ویلوورد  در استان فلومیش بربان  در منطقه فلاندری در کشور بلژیک واقع شده‌است.